# 第43屆廣播金鐘獎
第43屆廣播金鐘獎是2008年台灣廣播業界的年度盛事之一，表揚2008年度傑出的台灣廣播業界人員。頒獎典禮於台灣時間10月24日晚上7時在台北市國父紀念館舉行，由蘇逸洪、黃秀娟擔任主持人。該屆頒獎典禮由東風衛視執行製播，東風衛視全程實況轉播。

## 沿革
金鐘獎在台灣傳播媒體界是一年一度的盛事，創始於1965年。金鐘獎設獎之初，是以廣播為主，1965年金鐘獎設頒獎新聞節目、音樂節目、廣告節目等獎項、1966年增設個人技術獎。1970年將電視納入獎勵範圍，自此金鐘獎正式以廣播及電視為獎勵對象。

## 入圍暨得獎名單
下列之標記為該獎項得獎者。

## 外部連結
- 97年電視金鐘獎入圍名單 （页面存档备份，存于）.文化部影視及流行音樂產業局.2008-08-22
- 97年電視金鐘獎得獎名單 （页面存档备份，存于）.文化部影視及流行音樂產業局.2009-03-17